# Гега (нос)
Нос Гега (на английски: Gega Point) е скалист морски нос от южната страна на входа в залива Мокрен на западния бряг на остров Астролабия в протока Брансфийлд, Антарктида. Разположен е на 1.15 км северозападно от нос Шеръл и 3.35 км югоизточно от нос Радуил.
Координатите му са: 63°19′39″ ю. ш. 58°42′22″ з. д. / 63.3275° ю. ш. 58.706111° з. д..
Наименуван е на село Гега в Югозападна България. Името е официално дадено на 23 ноември 2009 година.

## Карти
- Trinity Peninsula Архив на оригинала от 2015-09-23 в Wayback Machine.. Scale 1:250000 topographic map No. 5697. Institut für Angewandte Geodäsie and British Antarctic Survey, 1996.